# 日本現代中国学会
日本現代中国学会（にほんげんだいちゅうごくがっかい）は、現代中国研究を目的とした学会。略称は現中学会。創立から1992年までの名称は「現代中国学会」。2020年2月現在、会員数は約700人。法人格は持たず法律上は任意団体。日本の現代中国研究団体としては、最古かつ最大の一つである。アジア政経学会と並んで、日本の現代中国研究に関する二大学会とされる。

## 沿革
「現代中国学会」として発足
1951年5月26日中国研究所第六回総会の決議により「現代中国学会」として創立。初代幹事長は平野義太郎であった。創立の背景には、侵略戦争に奉仕した戦前の中国研究への反省と1949年の中華人民共和国成立が与えた知的刺激があった。
成立の経過から、設立当初は親中国色が強かった。しかし学術団体としての性格が堅持されていたため、1966年からの文化大革命の影響で日本の親中国的団体の多くが分裂する中でも、現代中国学会は分裂・消滅しなかった。
1972年の日中国交回復、1978年の日中平和友好条約締結、1979年からの中国での改革開放政策実行により、日本国内で中国への関心が高まったことや実証的な中国研究が可能になったことなどにより、現中学会の会員数は毎年増加を続けた。
「日本現代中国学会」時代
1992年には対外交流強化のため学会名を日本現代中国学会とし、1993年学会英語名を「The Japan Association for Modern China Studies」、学会誌『現代中国』英文名をModern China　とした。

## 活動内容
中国を主たる対象とする地域研究の学会だが、文学研究を含む点が他の中国関係地域研究学会と大きく異なっている。これは創立以来の伝統で、全国大会でも、毎回文学芸術関連の自由論題分科会が置かれている。
主な事業として、全国学術大会開催（年一回）、学会誌『現代中国』（年一回）発行、ニューズレター発行（年三回）がある。地方組織として、関東、関西、西日本、東海の四地方部会があり、それぞれ独自の研究活動を定期的に行っている。創立60周年記念出版として2009年に日本現代中国学会編『新中国の60年－毛沢東から胡錦濤までの連続と不連続』（創土社）を、2011年に日本現代中国学会編『資料・日本現代中国学会の60年』を刊行した。『資料・日本現代中国学会の60年』は会員配布だが、中国書専門店の東方書店でも販売している。

## 組織
役員名は、創立時が幹事長、幹事。その後代表者名は会長（1953～1960）、代表幹事（1960～1991）に変更。1991年より役員名を理事長、理事とする。2024-2025年度の主な役員は、菅原慶乃理事長（関西大学）、中村元哉副理事長（東京大学）、何彦旻事務局長（追手門学院大学）。

### 事務局
学会事務所は、初期には中国研究所に、文革終結後は東京大学教養学部中国語研究室に置かれていた。2007年2月学会業務を大学生協学会支援センターに委託、事務局・所在地も大学生協学会支援センター内とする。2017年10月、大学生協学会支援センターの業務終了により、事務局、所在地を一般社団法人中国研究所とする。(2017年11月1日より業務開始）

### 歴代幹事長・会長・代表幹事・理事長
出典: 
幹事長
- 平野義太郎(1951年～1952年)

会長
- 平野義太郎(1953年～1959年)

代表幹事
- 野原四郎(1960年、1962年)
- 天野元之助(1961年)
- 金子二郎(1963年)
- 光岡玄(1964年)
- 福島正夫(1965年、1967年、1969年～1975年)
- 増田渉(1966年)
- 岡谷元治(1968年)
- 野間清(1976年～1977年)
- 古島和雄(1978年～1983年)
- 山内一男(1984年～1987年)
- 小島晋治(1988年～1991年)

理事長
- 野村浩一(1992年～1993年)
- 近藤邦康(1994年～1997年)
- 高橋満(1998年～2002年)
- 坂元ひろ子(2003年～2004年)
- 毛里和子(2005年～2006年)
- 西村成雄(2007年～2008年)
- 佐々木信彰(2009年～2010年)
- 瀬戸宏(2011年～2012年)
- 高見沢磨(2013年～2014年)
- 川島真(2015年～2016年)
- 田中仁(2017年～2018年)
- 厳善平(2019年～2020年)
- 加茂具樹(2021年～2022年)
- 阿古智子(2022年～2023年)
- 菅原慶乃(2024年～2025年)